# Władysław Massalski

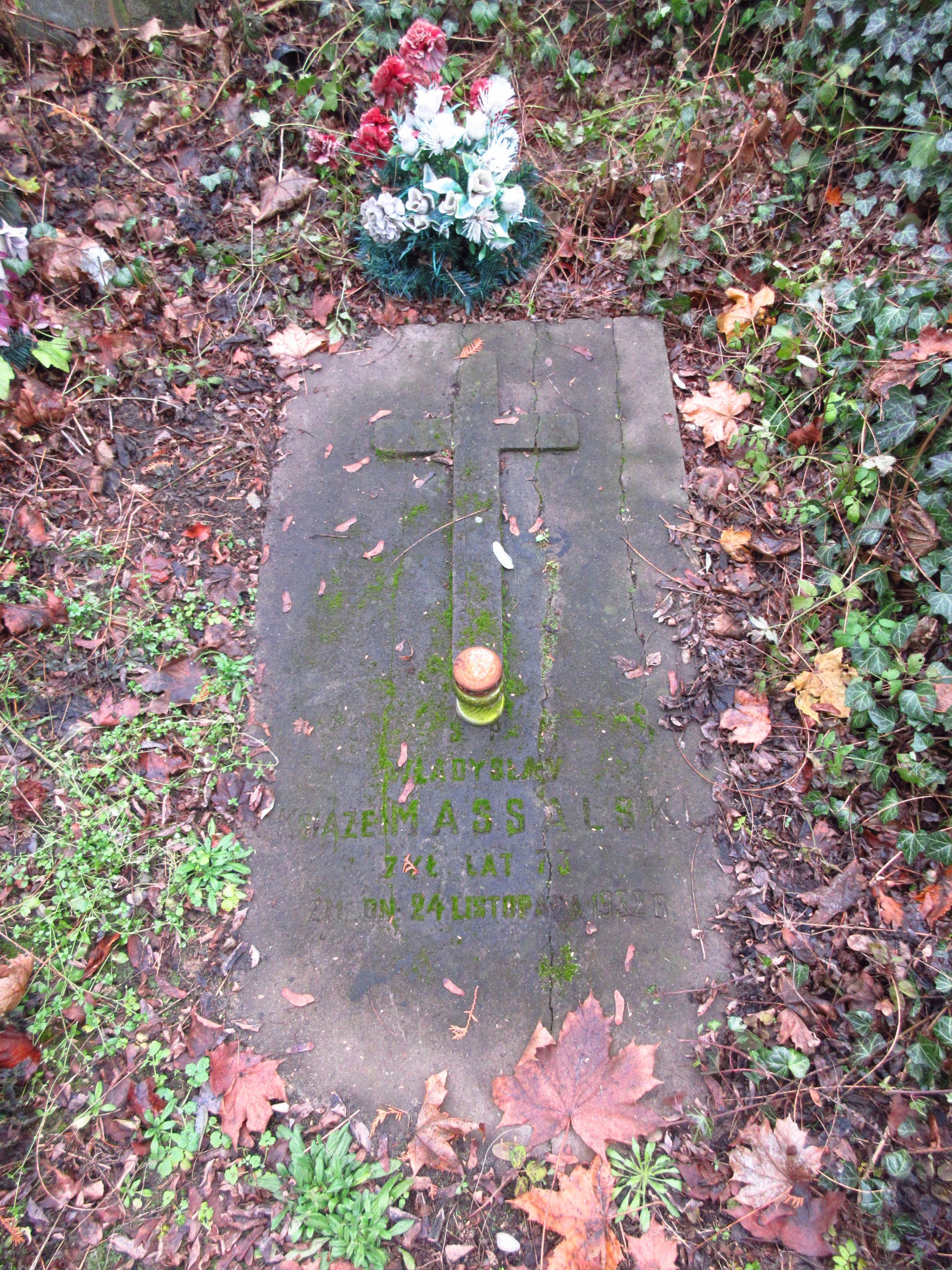
Grób Władysława Massalskiego na Cmentarzu Bródnowskim.

Władysław Ansgary Błażej  Massalski (ur. 30 stycznia 1859 na Wileńszczyźnie, zm. 24 listopada 1932 w Warszawie) – botanik, geograf, podróżnik i badacz Azji Środkowej.
Urodził się w rodzinie ziemiańskiej, był synem Jana Jerzego. W 1879 ukończył gimnazjum w Wilnie i rozpoczął studia w Uniwersytecie w Petersburgu na wydziale fizyczno-matematycznym. Za specjalizację studiów obrał botanikę. Studia ukończył w 1883, uzyskując stopień kandydata nauk na podstawie rozprawy Szkic klimatu i flory jawnokwiatowej Druskiennik. Praca ta ukazała się drukiem w języku polskim w „Przeglądzie Fizjograficznym”. W 1885 wydelegowany został przez Rosyjskie Towarzystwo Geograficzne na Zakaukazie dla geobotanicznych badań w rejonie Batumu. Przedmiot jego zainteresowań stanowiła agrotechnika, hydrologia i geografia. Po powrocie do Petersburga w tym samym roku mianowany został asystentem w katedrze botaniki w Akademii Medyko-Chirurgicznej. W 1886 ponownie wyjechał do okręgu karskiego na pogranicze Azji Mniejszej, potem do Kraju Zakaspijskiego, do Turkiestanu i Buchary oraz na Kaukaz dla badań z zakresu upraw rolniczych. W 1887 porzucił karierę naukową i podjął pracę w Ministerstwie Rolnictwa w Petersburgu, w którym pozostał następne dwadzieścia lat. W latach 1893–1905 pełnił funkcję wicedyrektora departamentu rolnictwa, a w latach 1905–1907 funkcję dyrektora. Zajmował się wprowadzaniem upraw bawełny oraz podnoszenia na wysoki poziom ogrodnictwa. Był specjalistą od rolniczego zagospodarowania stepów. W 1909 objął funkcję dyrektora departamentu melioracji rolnych. W okresie I wojny światowej zorganizował w ramach kierowanego przez siebie departamentu wojskową organizację hydrotechniczną. Po rewolucji 1917 ustąpił ze stanowiska dyrektora departamentu, ale szybko został wybrany na członka naukowego komitetu w Ludowym Komisariacie Rolnictwa. W 1919 powołano go na profesora Uniwersytetu w Taszkencie, gdzie wykładał geografię gospodarczą. Jako profesor Taszkienckiego Uniwersytetu prowadził badania agrarne, geograficzne i botaniczne Turkmenii, Tadżykistanu, obszarów Kaukazu i Kazachstanu. Za monografię dotyczącą badań Kazachstanu wyróżniony złotym medalem Rosyjskiego Towarzystwa Geograficznego. Jako jedyny Polak trzykrotnie wyróżniony tym medalem.
W 1922 wyjechał do Polski w ramach repatriacji, gdzie podjął pracę na podrzędnym stanowisku w Ministerstwie Rolnictwa. W 1924 został mianowany naczelnikiem wydziału w Najwyższej Izbie Kontroli Państwowej. Ze stanowiska tego ustąpił po roku pracy. W 1926 został wybrany prezesem Zarządu Głównego Polskiego Towarzystwa Geograficznego, funkcję tę sprawował do  1931, kiedy w związku z rozwijającą się chorobą zrezygnował z czynnej pracy, zostając członkiem honorowym Towarzystwa. W czasie swej prezesury w PTG brał udział w pracach Geograficznego Komitetu Narodowego i Komisji Geograficznej PAU. 
Nazwiskiem Massalskiego nazwano kilkanaście roślin. Pozostawił liczny dorobek publikacyjny i naukowy dotyczący Azji Środkowej.  
Odznaczony został między innymi: rosyjskim Order Św. Anny I klasy, serbskim Orderem Świętego Sawy II klasy i francuską Legię Honorową.
Pochowany na cmentarzu Bródnowskim (kwatera 58A-1-19).

## Wybrane publikacje
- Turkiestański Kraj  (Туркестанский Край) wyd. 1913, Petersburg
- Nowe badania archeologiczno-historyczne w Mongolii północnej. Przegląd Geograficzny, 1926
- Pierwszy Polak w Afganistanie. Przegląd Geograficzny, 1928  (artykuł o Janie Witkiewiczu)
- Północno-wschodnia granica zasięgu pinii. Przegląd Geograficzny, 1929
- Problemat Mandżurii. Przegląd Geograficzny, 1931
- Amu-Daria i jej dorzecze. Przegląd Geograficzny, 1932  pp.